# Рене Преваль
Рене́ Гарсія Прева́ль (гаїт. креол. René Garcia Préval; 17 січня 1943 — 3 березня 2017) — президент Гаїті у 1996–2001 та 2006–2011 роках. Займав також пост прем'єр-міністра країни з лютого 1991 до вересня 1993 (за часів президентства Жана-Бертрана Аристида).
За освітою агроном. Його батько був міністром сільського господарства в адміністрації генерала Поля Маглуара, якого усунув від влади Франсуа Дювальє.
На президентських виборах 2010-11 років Преваль не виставляв свою кандидатуру через конституційну заборону, однак у виборах брав участь тісно пов'язаний з ним кандидат Жуд Селестен.